# Nellúru
Nellúru (telugsky నెల్లూరు, anglicky Nellore) je město v Ándhrapradéši, jednom ze svazových států Indie. K roku 2011 v něm žilo přibližně půl miliónu obyvatel.

## Poloha
Nellúru leží ve vnitrozemí Koromandelského pobřeží na pravém, jižním břehu Penny přibližně dvacet kilometrů nad jejím ústím do Bengálského zálivu. Od Čennaí, hlavního města sousedního svazového státu Tamilnádu, je vzdáleno přibližně 170 kilometrů severně.